# 霍姆斯特德谷 (加利福尼亞州馬林縣)
霍姆斯特德谷（英語：Homestead Valley）是位於美國加利福尼亞州馬林縣的一個非建制地區。該地的面積和人口皆未知。

## 地理
霍姆斯特德谷的座標為37°53′56″N 122°32′12″W / 37.89889°N 122.53667°W，而該地的平均海拔高度為10米（即33英尺）。